# Sør-Rana kommun
Sør-Rana kommun (norska: Sør-Rana kommune) var en kommun i Nordland fylke i norra Norge. Kommunen omfattade den sydvästra delen av nuvarande Rana kommun samt den norra delen av nuvarande Hemnes kommun och gränsade till Västerbottens län i Sverige i öster.

## Administrativ historik
En kommun med namnet Sør-Rana (Sør-Ranen) upprättades 1839 när den dåvarande kommunen Rana (Ranen) delades i två och de båda kommunerna Nord-Rana (Nord-Ranen) respektive Sør-Rana (Sør-Ranen) bildades. 1844 bytte dock de kommunerna namn till Mo respektive Hemnes.
En ny kommun med namnet Sør-Rana upprättades 1929, då genom utbrytning ur Hemnes kommun. Kommunen hade 1 708 invånare vid upprättandet.
Den 1 januari 1964 upplöstes kommunen och delades. Området söder om Ranfjorden (med 934 invånare) fördes till Hemnes kommun medan området norr om Ranfjorden (med 697 invånare) fördes till Rana kommun. Kommunen hade vid delningen totalt 1 631 invånare.